# Отиловићи
Отиловићи је насеље у општини Пљевља у Црној Гори. Према попису из 2003. било је 233 становника (према попису из 1991. било је 305 становника).

## Географија
Отиловићи су карактеристични и у географском смислу. На путу који преко Отиловића води ка Бијелом Пољу, налази се вештачко језеро. Занимљив амбијент Отиловићког језера окруженог дрвећем и бујном вегетацијом, привлачи пажњу бројних туриста.

## Историја
Књиге кажу да је Свети Василије Острошки бар једном годишње боравио у манастиру Дубочица, због чега три посете овом манастиру имају исту снагу као један одлазак под Острог. Није ни чудо што су за ово место везане бројне легенде, а једна од њих је везана за име овога места. Прича се да је огроман део становништва овога краја кренуо 1389. године у Бој на Косово. Са собом су повели огромна стада, а када је кнез Лазар угледао толики народ и стоку, благосиљао их је речима: „Дабогда вам се све отило и котило...“ По тим речима кнеза Лазара, Отиловићи су добили име, а у знак сећања на великог косовског јунака и данас овде постоји чувена Отилова кула, тачније остаци некада велике куле Отилове.
Ту је јануара 1899. године отворена српска основна школа, на основу царске русам наме (дозволе). Први учитељ био је Милан Ненадић родом из Пљевља, који је завршио Призренску богословију, а уписало се 35 ученика.
Овде се налази Манастир Дубочица.

## Демографија
У насељу Отиловићи живи 204 пунолетна становника, а просечна старост становништва износи 46,5 година (44,5 код мушкараца и 48,5 код жена). У насељу има 73 домаћинства, а просечан број чланова по домаћинству је 3,16.
У селу живе породице Попадићи, Ирићи, Јоксовићи, Ћузовићи, Коковићи, Шаранчићи, Кијановићи, Пејатовићи, Коружићи, Кезићи, Грујичићи, Голочевци.
Становништво у овом насељу веома је хетерогено, а у последња три пописа, примећен је пад у броју становника.
|  |

| Демографија | Демографија | Демографија |
| Година      | Становника  | Становника  |
| ----------- | ----------- | ----------- |
|             |             |             |
|             |             |             |
|             |             |             |
|             |             |             |
| 1948.       | 514         |             |
| 1953.       | 533         |             |
| 1961.       | 523         |             |
| 1971.       | 466         |             |
| 1981.       | 428         |             |
| 1991.       | 305         | 305         |
| 2003.       | 233         | 233         |
|             |             |             |

| Етнички састав према попису из 2003.‍ | Етнички састав према попису из 2003.‍ | Етнички састав према попису из 2003.‍ | Етнички састав према попису из 2003.‍ | Етнички састав према попису из 2003.‍ |
| ------------------------------------ | ------------------------------------ | ------------------------------------ | ------------------------------------ | ------------------------------------ |
|                                      |                                      |                                      |                                      |                                      |
| Срби                                 | Срби                                 |                                      | 131                                  | 56,22%                               |
| Црногорци                            | Црногорци                            |                                      | 80                                   | 34,33%                               |
| непознато                            | непознато                            |                                      | 0                                    | 0,0%                                 |

| Година пописа     | 1948. | 1953. | 1961. | 1971. | 1981. | 1991. | 2003. |
| ----------------- | ----- | ----- | ----- | ----- | ----- | ----- | ----- |
| Број домаћинстава | 86    | 90    | 90    | 92    | 90    | 86    | 73    |

| Број чланова      | 1  | 2  | 3  | 4  | 5  | 6 | 7 | 8 | 9 | 10 и више | Просек |
| ----------------- | -- | -- | -- | -- | -- | - | - | - | - | --------- | ------ |
| Број домаћинстава | 73 | 10 | 21 | 17 | 11 | 6 | 5 | 1 | 1 | 1         | 0      |

| Пол    | Укупно | Неожењен/Неудата | Ожењен/Удата | Удовац/Удовица | Разведен/Разведена | Непознато |
| ------ | ------ | ---------------- | ------------ | -------------- | ------------------ | --------- |
| Мушки  | 106    | 37               | 65           | 4              | 0                  | 0         |
| Женски | 102    | 23               | 64           | 15             | 0                  | 0         |
| УКУПНО | 208    | 60               | 129          | 19             | 0                  | 0         |

| Пол    | Укупно                    | Пољопривреда, лов и шумарство | Рибарство                            | Вађење руде и камена | Прерађивачка индустрија       |
| ------ | ------------------------- | ----------------------------- | ------------------------------------ | -------------------- | ----------------------------- |
| Мушки  | 45                        | 12                            | 0                                    | 6                    | 4                             |
| Женски | 36                        | 30                            | 0                                    | 1                    | 0                             |
| УКУПНО | 81                        | 42                            | 0                                    | 7                    | 4                             |
| Пол    | Производња и снабдевање   | Грађевинарство                | Трговина                             | Хотели и ресторани   | Саобраћај, складиштење и везе |
| Мушки  | 1                         | 4                             | 0                                    | 0                    | 6                             |
| Женски | 0                         | 0                             | 0                                    | 0                    | 0                             |
| УКУПНО | 1                         | 4                             | 0                                    | 0                    | 6                             |
| Пол    | Финансијско посредовање   | Некретнине                    | Државна управа и одбрана             | Образовање           | Здравствени и социјални рад   |
| Мушки  | 0                         | 0                             | 9                                    | 0                    | 0                             |
| Женски | 0                         | 0                             | 3                                    | 2                    | 0                             |
| УКУПНО | 0                         | 0                             | 12                                   | 2                    | 0                             |
| Пол    | Остале услужне активности | Приватна домаћинства          | Екстериторијалне организације и тела | Непознато            | Непознато                     |
| Мушки  | 3                         | 0                             | 0                                    | 0                    | 0                             |
| Женски | 0                         | 0                             | 0                                    | 0                    | 0                             |
| УКУПНО | 3                         | 0                             | 0                                    | 0                    | 0                             |

## Привреда
У последње време ово насеље постало је веома популарно због планиране изградње цементаре услед чега је знатан део становништва продао своја имања. Истраживања предела планираних за изградњу цементаре довела су до значајних археолошких открића. Наиме, у овом крају пронађени су споменици који датирају из раног средњег века. Тако Отиловићи постају интересантни и у привредном и у културно-историјском смислу.